# Itaparica (microregio)
Itaparica is een van de 19 microregio's van de Braziliaanse deelstaat Pernambuco. Zij ligt in de mesoregio São Francisco Pernambucano en grenst aan de microregio's Petrolina, Salgueiro, Pajeú, Sertão do Moxotó, Serrana do Sertão Alagoano (AL), Alagoana do Sertão do São Francisco (AL) en Paulo Afonso (BA). De microregio heeft een oppervlakte van ca. 9.085 km². In 2009 werd het inwoneraantal geschat op 135.502.
Zeven gemeenten behoort tot deze microregio:
- Belém de São Francisco
- Carnaubeira da Penha
- Floresta
- Itacuruba
- Jatobá
- Petrolândia
- Tacaratu

Mesoregio's: Agreste Pernambucano · Mata Pernambucana · Metropolitana do Recife · São Francisco Pernambucano · Sertão Pernambucano

Microregio's: Alto Capibaribe · Araripina · Brejo Pernambucano · Fernando de Noronha · Garanhuns · Itamaracá · Itaparica · Mata Meridional Pernambucana · Mata Setentrional Pernambucana · Médio Capibaribe · Pajeú · Petrolina · Recife · Salgueiro · Sertão do Moxotó · Suape · Vale do Ipanema · Vale do Ipojuca · Vitória de Santo Antão